# Hieracium norvegicum
Hieracium norvegicum es una especie de planta con flor del género Hieracium, de la familia Asteraceae, orden Asterales.

## Distribución
Hieracium norvegicum se distribuye por Finlandia, Alemania, Irlanda, Noruega, Suecia y Suiza.

## Taxonomía
Fue descrita científicamente por R. E. Fr.